# Vicky Longomba
Victor Longomba Besange Lokuli, plus connu sous le nom de Vicky Longomba, né le 13 décembre 1932 et mort le 12 mars 1988 à Kinshasa, est un chanteur congolais et l'un des membres fondateurs du groupe Tout Puissant OK Jazz, un groupe de rumba congolaise,.
Il forme ensuite son propre groupe, Lovy du Zaire.
Il est le père de Lovy Longomba (membre de Super Mazembe) et d'Awilo Longomba, tous deux musiciens populaires[réf. souhaitée].